# رئيس مجلس الوزراء في البوسنة والهرسك
رئيس مجلس وزراء البوسنة والهرسك هو رئيس حكومة البوسنة والهرسك. يتم ترشيح رئيس مجلس الوزراء من قبل رئاسة البوسنة والهرسك، ويتم تعيينه من قبل مجلس النواب في البوسنة والهرسك . وباعتباره رئيساً للحكومة، لا يملك رئيس مجلس الوزراء أي سلطة لتعيين الوزراء، ودوره يقتصر على المنسق. يتم تعيين الوزراء بدلاً منهم من قبل أحزاب الأغلبية وفقًا لقواعد التمثيل العرقي والكياناني، بحيث لا يجب أن يكون نائب الوزير من نفس عرق الوزير المعني.
بورجانا كريستلو هي الرئيسة الحادية عشرة والحالية لمجلس الوزراء. تولت منصبها في 25 يناير 2023، بعد الانتخابات العامة لعام 2022. كريستو هي أول امرأة تشغل هذا المنصب.

## المسؤوليات
يمثل الرئيس مجلس الوزراء ويكون مسؤولاً عن:
- لتوحيد عمل مجلس الوزراء.
- من أجل تنسيق العلاقات الدستورية بين مجلس الوزراء وعمل الرئاسة والجمعية البرلمانية ، وكذلك مع الكيانات ومنطقة برتشكو.
- لضمان التعاون بين مجلس الوزراء وحكومات الكيانات والمستويات الحكومية الأدنى.
- لعقد جلسات مجلس الوزراء.
- لترؤس جلسات مجلس الوزراء.
- بشأن جدول أعمال جلسات مجلس الوزراء.
- لتنفيذ قرارات مجلس الوزراء.
- لعمل مديرية تكامل الاتحاد الأوروبي.

يحدد رئيس مجلس الوزراء بالتعاون مع نوابه سياسة عمل مجلس الوزراء وخاصة أولويات وديناميكية عمل مجلس الوزراء. ويقومون على وجه الخصوص بتنسيق ومراقبة أنشطة المؤسسات الحكومية في البوسنة والهرسك المتعلقة بانضمام البوسنة والهرسك إلى الاتحاد الأوروبي. لكي تتمكن المديرية من أداء هذه الواجبات والمهام بفعالية، فإنها تخضع مباشرة لرئيس مجلس الوزراء. ويكون الرئيس مسؤولاً عن أعماله أمام الجمعية البرلمانية وهيئة الرئاسة. في حالة غيابه يحل محله أحد نواب الرئيس وفقاً للنظام الداخلي.

## الخلفية الدستورية
المادة الخامسة، الفقرة الرابعة من الدستور تحدد مجلس الوزراء ومسؤولياته. يتألف مجلس الوزراء من رئيس مجلس الوزراء وعدد معين من الوزراء حسب الاقتضاء، وهم مسؤولون عن تنفيذ سياسة وقرارات البوسنة والهرسك من ضمن اختصاصات مؤسسات البوسنة والهرسك.
تعين رئاسة البوسنة والهرسك رئيس مجلس وزراء البوسنة والهرسك، الذي يتولى منصبه بعد موافقة مجلس النواب في الجمعية البرلمانية للبوسنة والهرسك، ويعين رئيس مجلس الوزراء وزير الخارجية ووزير التجارة الخارجية والعلاقات الاقتصادية والوزراء الآخرين حسب الاقتضاء (لا يجوز تعيين أكثر من ثلثي الوزراء من أراضي اتحاد البوسنة والهرسك )، الذين يتولون مناصبهم بعد موافقة مجلس النواب؛ كما يعين الرئيس نواب الوزراء (الذين قد لا يكونون من نفس الشعب المكون لوزرائهم)، الذين يتولون مناصبهم بعد موافقة مجلس النواب.